# Lipia Góra (województwo świętokrzyskie)
Lipia Góra – wieś w Polsce położona w województwie świętokrzyskim, w powiecie włoszczowskim, w gminie Krasocin.
W latach 1975–1998 miejscowość należała administracyjnie do województwa kieleckiego.